# A Hold tragédiája
A Hold tragédiája Isaac Asimov tizenhét esszéjét tartalmazó gyűjtemény. Az esszék eredetileg 1972–73-ban jelentek meg a The Magazine of Fantasy and Science-Fiction folyóiratban.

## Tartalom
- A - A Holdról
  - 1. A Hold tragédiája
  - 2. A Hold diadala
  - 3. A Hold Babilon fölött
  - 4. Ötölés-hatolás, hetelés
- B - Más kicsiny világokról
  - 5. A bolygóközi bolygó
  - 6. Az égi óra
- C - A szénről
  - 7. A páratlan
  - 8. A furcsa pár
- D - A mikroorganizmusokról
  - 9. Utazás a mikroszkóp túlsó oldalára
  - 10. Az amőbán is túl
  - 11. A Hamupipőke-vegyület
- E - A pajzsmirigyről
  - 12. Fültől fülig vágd a torkom!
- F - A társadalomról
  - 13. Lefordítatlanul
  - 14. Az ősi és felülmúlhatatlan
  - 15. Számszerűen
- G - És (kitalálták!) magamról
  - 16. A hajóút és én
  - 17. Az egyetem és én

## Magyarul
- A Hold tragédiája; ford. Békés András; Kozmosz Könyvek, Bp., 1979